# Ennio Mastrostefano
Ennio Mastrostefano (Napoli, 5 gennaio 1925 – Roma, 18 dicembre 1992) è stato un giornalista italiano, conduttore del Telegiornale e di altre trasmissioni televisive.

## Biografia
Nato a Napoli nel 1925, Ennio Mastrostefano ebbe le sue prime esperienze professionali di giornalista nella città natale. Poco dopo la fine della guerra, fu tra i collaboratori della rivista Sud, un periodico fondato e diretto da Pasquale Prunas, pubblicato dal novembre 1945 al settembre 1947, cui collaborarono, oltre a Mastrostefano, giovani intellettuali partenopei come Raffaele La Capria, Giuseppe Patroni Griffi, Anna Maria Ortese e Luigi Compagnone.
Assunto in Rai, Mastrostefano lavorò come inviato in alcune trasmissioni radiofoniche per poi passare a quelle televisive. Fu conduttore del Telegiornale e del rotocalco AZ, un fatto come e perché, collaborò inoltre con altre note rubriche quali Tg2 Dossier e Nonosolonero, settimanale del TG2 dedicato ai problemi dell'immigrazione che vide la collaborazione, per la prima volta, di una giornalista immigrata, la capoverdiana Maria De Lourdes Jesus, andato in onda a partire dal 1988.
Scrisse Napoli. La città parla, pubblicato dall'editore Morano nel 1969, L'inchiesta televisiva: un genere scomodo, capitolo di Il giornalismo e la professionalità. L'inchiesta nella stampa e alla Tv, pubblicato da il Mulino nel 1985 e i testi di Ischia, un volume illustrato dedicato all'isola del Golfo di Napoli di Francesco Tanasi, pubblicata da Elio de Rosa nel 1989.
Nel 1959 Mastrostefano fu tra i vincitori della decima edizione del Premio Saint-Vincent per il giornalismo.
Morì a Roma, a 67 anni, nel 1992.

## Trasmissioni televisive (parziale)
- Telegiornale
- AZ, un fatto come e perché
- Tg2 Dossier
- Nonosolonero

## Libri
- Napoli. La città parla, Morano, 1969.
- L'inchiesta televisiva: un genere scomodo, in Il giornalismo e la professionalità. L'inchiesta nella stampa e alla Tv, il Mulino, 1985.
- Ischia, con Francesco Tanasi, Elio de Rosa, 1989.